# 超次元戰記 戰機少女
《超次元戰記 戰機少女》（香港和台湾官方译为）為Idea Factory和Compile Heart開發的PS3角色扮演遊戲，最初於2010年8月19日發售，随后在欧美发行。人物設計及原畫由插畫家Tsunako擔任。而本作於PlayStation Vita遊戲平台的重製版《超次次元遊戲 戰機少女 重生1》則最初於2013年10月31日在日本發售，随后在欧美发行，英文版於2015年1月30日以Steam版登陆Windows平台，2017年12月19日Steam版更新版本加上繁體中文。
本作最大的特點，名字本身的世界、以及大部分人物的用語、術語，包括女主角等四位女神，是由真正的遊戲廠商所擬人化（許多參照了實際的例子），作品中遊戲業界的話題（或沒有登場的）與其他公司的遊戲作品內容做了額外的聯想，世界觀奠定了玛洁空奴存在的問題與遊戲業界的競爭。登場的人物大部分成員為女性，透過遊戲中所進行的畫面與裝扮、裝備的變化，顯示出作品中的萌要素。
根据游戏改编電視動畫從2013年7月12日在日本首播。

## 劇情介紹
在以下項目中，有出現許多與真實世界的企業名稱和遊戲名稱相同的名詞，在以下項目會另做遊戲中登場各名詞的說明。

### 超次元遊戲 戰機少女
一個由四位女神所守護的異世界「游汐葉界」，因為女神們千年來不斷的爭執，下界之所以充滿怪物，是因為讨伐前任女神四英雄的協助者「燒錄卡(瑪潔空奴)」，她因為Copy了前任女神的力量，而逐漸被其力量所腐蝕，因此墮落，她趁四位女神互相鬥爭時，創造了Enemy Disc，不斷地釋放怪物出來，危害了整個遊戲葉界。
在爭論中守護女神的其中一人「涅普缇努」掉落至下界並且失去記憶，就在這時她聽到世界創造者主司「伊絲特娲儿」的聲音，為了救出遭受囚禁的創造者，涅普缇努與新結交的夥伴爱耶芙、空帕共同踏上旅程。

#### 結局
結局的種類有3種，除了涅普缇努以外守護女神之間的變化（誰も仲間にしていない／全員仲間にしている／どちらでもない）。

## 系統
本作中，在世界各地收集情報，要進行故事劇情必須到各個大陸，主要透過迷宮的探索才能到達。
在世界中，主角主要的所在能夠進行大陸上的「情報收集」和出發「探索」迷宮挑戰。遊戲中最重要的是情報收集，開始探索迷宮並清除完畢地圖後，可以再次挑戰。
迷宮的部分，由3DCG的方式描寫迷宮的探索。

### 戰鬥系統
迷宮方面，在地圖上進行移動的動作時「隨機觸發」敵人，並且戰鬥。
初始的角色爱耶芙和空帕具有特殊能力，前者能寻找隐藏宝箱，后者能打铃吸引怪物。
關於戰鬥時角色的行動順序是從角色的行動值高低來進行排序，基本上使用事前編輯選擇的方式進行攻擊。戰鬥的核心是連擊系統，行動開始時透過AP的設定以「消費AP」用來使用各自的組合技（最多4段）。只要有AP的存留不論使用幾次都可以。
各技能在攻擊的1段階目、2段階目、3段階目、4段階目用○、×、△鍵組合連續技，起始的技能無法編輯，也有不到特定的階目無法使用的技能。基本上4段1套（途中AP使用完畢時）的攻擊方式，4段階目透過特定的技能可以額外追加3次「再次連擊」的可能性。如果還有後衛的角色在，與後衛交替後交替的角色也可以進行3次「接力棒」的攻擊，後衛的攻擊也是從1段階目開始。
特定的角色通過4段階目「女神化」，能進行「守護女神」變身。守護女神的狀態下能力會上升，該數值被稱為「處理裝置組合」。可以變更裝備中的處理裝置組合。
如果在行動順序上使用4段階目的攻擊，中途中斷之後剩餘最低一次的AP行動能選擇防禦。選擇防禦的角色在行動順序結束後，在下次的行動順序前會採取防禦狀態。防禦能減輕受到的傷害，以剩餘的AP量來決定減輕的程度。如果用完AP結束行動順序，也有著次回沒有備的意義。
我方的成員全滅就會遊戲結束，並且回到遊戲標題畫面。

## 用語
遊戲葉界
由四名女神所守護的四個国家（其中一個已經滅亡）它們分別是紫耀之都（プラネテューヌ）、黑土边域（ラステイション）、绿荫箱庭（リーンボックス）、白露之滨（ルウィー），动画中加入了神次元遊戲 戰機少女V中的黃昏伊甸（エディン）、另有一個遠古建立的國家塔里（タリ），每個地區有所間隔。
紫耀之都（革新する紫の大地）
女神妮普禔努守護的國家，主要地標為海王塔。曾經是技術最先進的國家。
黑土边域（重厚なる黒の大地）
女神諾瓦露守護的國家。以高科技與重工業化而聞名，獨佔企業支配著大陸的經濟發展，且近乎壟斷的程度。
绿荫箱庭（雄大なる緑の大地）
女神贝露守護的國家。以強大的軍事力量而聞名，國家為「協會」訂定的嚴格法條控制國家運作。
白露之滨（夢見る白の大地）
女神布兰守護的國家。氣候寒冷。四國裡歷史最悠久的國家，外來文化排他性很高，將異教徒視為問題處理。
黄昏伊甸
女神碧雪被操控後建立的國家，剛成立不久便擁有強大軍力，原因是機械所製造出操控女神的水晶，戰敗後成為歷史。游戏领土介于紫耀之都与白露之滨中间，动画領土為R18島。
塔里
女神琪瑟乔·蕾伊在遠古時代建立的國家，因蕾伊的砲擊下破壞整個國家而滅亡。傳到後世的史料極少，就連其有否真正存在也存疑。
教會
各大陸的行政區。在各大陸間移動需要向教會申請許可。
公會
在每個大陸都有其守護女神以外的「異教徒」聚集建立的組織。基本上是個地下組織，行動上每天都在發送傳單，就算在街頭也會躲藏，以避免被發現。
女神博客
黑土边域、绿荫箱庭、白露之滨三個國家開設的日誌。有時可以獲取相關訊息，以及遊戲進度。
黑水晶
僅在動畫出現，能夠把女神的信仰之力切斷的紅色交叉形水晶，且可慢慢削弱女神的力量，嚴重更可令女神死亡。
信仰之心/信奉心
各守護女神統治大陸的勢力。四個大陸的信仰之心的合計值就是總量，每當有一個大陸的份額增加，其他大陸就會減少。

## 主題歌
無印版
片頭曲「流星のビヴロスト」
作詞 - 山下慎一郎，作曲 - 伊藤賢治，編曲 - Vomos・小林秀行，歌 - nao
片尾曲「恋をゲームにしないで！」
作詞 - 桃井晴子，作曲・編曲 - 大島康祐，歌 - Afilia Saga East

重生1
片頭曲「ミラクル!ぽーたぶる☆ミッション」
作詞 - 山下慎一郎，作曲 - 大隅知宇，編曲 - a.k.a.dRESS（ave;new），歌 - nao
片尾曲「ミライボタン」
作詞 - 林達也，作曲 - 濱田幹浩，編曲 - 河合英嗣，歌 - Afilia Saga

## 漫畫化作品
enterbrain的網路漫畫配信網站『ファミ通コミッククリア』漫畫化作品『超次元戰記 戰機少女 〜女神通信〜』（超次元ゲイム ネプテューヌ 〜めがみつうしん〜）於2010年11月12日開始連載，由葉生田采丸作畫。基本上為第一作結束後的設定，第9話登場mk2的角色（女神候补生、琳達、破解鼠）。

## 腳註

### 來源
1. ↑  . Compile Heart.   [2014年7月29日]. （原始内容存档于2021年4月8日） （日语）.
2. ↑  . Furusaki Yasunari.   [2014年7月29日]. （原始内容存档于2021年3月6日） （日语）.

## 外部連結
- 超次元戰記 戰機少女日本官方網站 （页面存档备份，存于）（日語）
- 超次次元遊戲戰機少女重生1日本官方網站 （页面存档备份，存于）（日語）
- 電視動畫「超次元戰記 戰機少女」官方網站 （页面存档备份，存于）（日語）
- 電擊online官方網站 （页面存档备份，存于）（日語）
- Afilia Saga官方網站 （页面存档备份，存于）（日語）
- 電視動畫「超次元戰記 戰機少女」Facebook(非官方) （页面存档备份，存于）（日語）
- 超次元戰記 戰機少女～女神通信～ （页面存档备份，存于）（日語）
- 超次次元遊戲戰機少女重生1 Steam商店页面 （页面存档备份，存于）